# Barinas (città)
Barinas è una città del Venezuela capitale dello Stato omonimo.
Fu fondata nel 1577 dallo spagnolo Juan Andrés Varela ad un'altezza di 188 m s.l.m., in una posizione di particolare importanza commerciale e strategica.
Fu, fino agli inizi del novecento, la terza città più popolosa del Venezuela. Ha una popolazione di 353 442 abitanti (stima 2011) e conta con alcune industrie agroalimentari. L'area intorno alla città di Barinas conta una notevole attività di allevamento di bestiame.
Barinas è sede di due Università ("Santa Ines" e "Universidad de los Llanos Ezequiel Zamora") ed ha una notevole industria alberghiera centrata sul turismo.
Fra gli edifici più prestigiosi della città va segnalata la Cattedrale, edificata alla fine del Seicento.
Barinas è al centro di una ricca regione agricola che in epoca coloniale aveva il suo punto di forza nella coltivazione del tabacco. Successivamente si diffusero in zona altre colture, come quella della canna da zucchero e del cacao. Nei primi decenni del Novecento ebbe un notevole sviluppo l'allevamento di bovini. La scoperta e lo sfruttamento del petrolio nello Stato di cui Barinas è capitale, diedero ulteriore impulso all'economia della città, che oggigiorno è considerata la città più importante e prospera dei "Llanos" occidentali del Venezuela.

## Gemellaggio
- Barinas